# 一本松駅 (北海道紋別市)

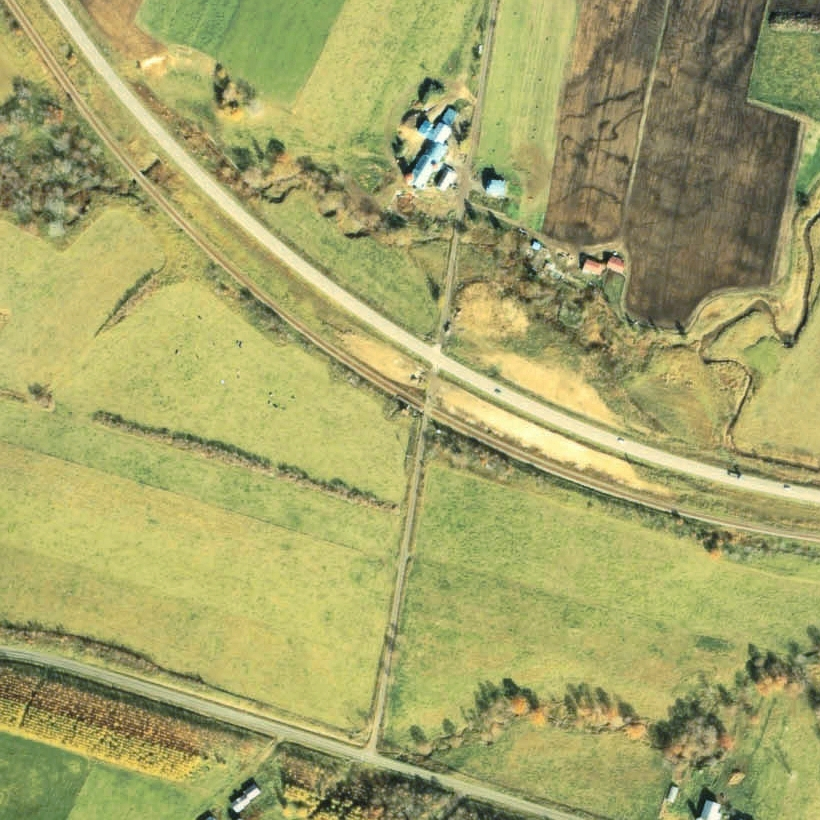
1978年の一本松仮乗降場と周囲約500m範囲。右が遠軽方面。ホーム横に待合室の屋根が見える。現在は遠軽側にあった踏切を通る小道のすぐ左まで、空港の誘導施設が設置されている。

一本松駅（いっぽんまつえき）は、かつて北海道（網走支庁）紋別市元紋別に設置されていた、北海道旅客鉄道（JR北海道）名寄本線の駅（廃駅）である。名寄本線の廃線に伴い、1989年（平成元年）5月1日に廃駅となった。
一部の普通列車は通過した（1989年（平成元年）4月30日時点（廃止時の時刻表）で、下り5本上り7本（快速運転列車ほか））。

## 歴史
1955年（昭和30年）12月25日に名寄本線・渚滑線・興浜南線でレールバスの運行が開始されると同時に、利用者の利便を図って増設された仮乗降場に出自を持つ駅である。

### 年表
- 1955年（昭和30年）12月25日 - 日本国有鉄道（国鉄）名寄本線の一本松仮乗降場（局設定）として開業[1]。
- 1987年（昭和62年）4月1日 - 国鉄分割民営化により、日本国有鉄道から北海道旅客鉄道に継承[1]。同時に駅に昇格し、一本松駅となる[1]。
- 1989年（平成元年）5月1日 - 名寄本線の全線廃止に伴い、廃駅となる[1]。

## 駅構造
廃止時点で、単式ホーム1面1線を有する地上駅であった。
仮乗降場に出自を持つ無人駅となっていた。

## 駅周辺
駅の廃止後、周辺には新たに紋別空港が建設（移転）された。
- 国道238号（オホーツク国道）[5]
- ヤソシ川[5]
- ヤソシ沼[5]
- 北海道北見バス・北紋バス「オホーツク紋別空港」停留所

## 駅跡
2011年（平成23年）時点では、地面に刺さった枕木や放置された鉄道標識が残存していた。元紋別駅跡から当駅跡附近の線路跡には防雪林が残存し、未舗装の道路として紋別空港前まで続いており、線路跡は小向駅跡まで続いていた。空き地になっている。

## 隣の駅
北海道旅客鉄道
名寄本線
元紋別駅 - 一本松駅 - 小向駅